# Massivert
Massivert és un antic poble de la comarca de l'Alta Ribagorça. Actualment està del tot deshabitat, i pertany al terme municipal del Pont de Suert. Antigament pertanyia al terme de Malpàs.
El poble era a l'extrem de llevant del terme, a prop de Benés i Erta; situat en un coster a l'esquerra del barranc de Massivert, actualment té un difícil accés per pistes rurals que venen de la banda de Sas.
L'església de Massivert, dedicada a sant Romà, és romànica. Havia estat sufragània.

## Etimologia
El topònim Massivert deriva de l'antropònim germànic Marcibehrt, possiblement al·lusiu al primer poblament altmedieval de la zona. És Joan Coromines (op. cit.) qui proposa aquesta hipòtesi.

## Història
Massivert està documentat des del 939, quan el lloc fou donat al monestir de Lavaix.
El 1787 Massivert tenia vuit habitants.
Pascual Madoz inclou Masivert en el seu Diccionario geográfico... del 1849. Hom hi pot llegir que està situat en el vessant d'una muntanya, ventilada per tots els vents. El clima és molt fred i humit, a causa de la neu que hi regna la major part de l'any, ja que una alta serra que s'alça al seu costat de llevant impedeix que els vents de llevant arribin al poble fins molt tard, i això provoca molts mals de cap. Es compon de 3 cases, una d'elles denominada l'Hostalet de Massivert; hi ha església dedicada a sant Romà, annexa de la parròquia d'Erta. Té el cementiri al costat, i una font que dista cinc minuts nodreix d'aigua el poble.
El terreny és muntanyós, aspre, trencat i de mala qualitat, i és comú, en part, amb Castellars i Sas. Hi havia un molí fariner que només funciona quan el barranc ho permet, i s'hi produeix poc blat i ordi, i abundant sègol. També s'hi fan una mica de llegums i llana. S'hi crien ovelles. Tenia 2 veïns (caps de família) i 9 ànimes (habitants).
Massivert havia tingut hostal, l'Hostalet de Massivert, en el camí de Sas a Malpàs.
Actualment Massivert és un despoblat, del tot abandonat i en ruïnes.